# Patrick Schöpf
Patrick Philipp Schöpf (* 29. März 1969 in Zürich) ist ein ehemaliger Schweizer Eishockeytorhüter, der im Verlauf seiner aktiven Karriere zwischen 1987 und 2006 unter anderem für den EV Zug und den EHC Basel in der Nationalliga A spielte. Mit dem EV Zug wurde der Torhüter im Jahr 1998 Schweizer Meister.

## Karriere
Schöpf kam 1991 vom Nationalliga-B-Verein SC Rapperswil-Jona Lakers zum EV Zug in die National League, wo er dann insgesamt 13 Jahre spielte. Er nahm an insgesamt drei Eishockey-Weltmeisterschaften teil, wurde mehrmals Schweizer Meister und Vizemeister und spielte 18 Jahre als Profi. Sein Meistertrikot von 1998 mit dem EV Zug ist in der International Hockey Hall of Fame in Toronto ausgestellt.
Patrick Schöpf hat zwei Kinder aus erster Ehe. Bis zur Trennung im Juli 2020 lebte er mit Shawne Fielding am Zugersee. 2018 nahm er zusammen mit ihr an der dritten Staffel von Das Sommerhaus der Stars teil.

## Erfolge
- 1998 Schweizer Meister mit dem EV Zug
- 2005 Meister der Nationalliga B und Aufstieg in die Nationalliga A mit dem EHC Basel